# Endasys morulus
Endasys morulus är en stekelart som först beskrevs av Kokujev 1909.  Endasys morulus ingår i släktet Endasys och familjen brokparasitsteklar. Inga underarter finns listade i Catalogue of Life.